# Gare de Vendenheim
La gare de Vendenheim est une gare ferroviaire française des lignes de Noisy-le-Sec à Strasbourg-Ville, de Vendenheim à Wissembourg et de la LGV Est européenne, située sur le territoire de la commune de Vendenheim, dans la collectivité européenne d'Alsace, en région Grand Est.
C'est une gare voyageurs de la Société nationale des chemins de fer français (SNCF), du réseau TER Grand Est, desservie par des trains express régionaux.

## Situation ferroviaire
La gare de Vendenheim, établie à 146 mètres d'altitude, est située au point kilométrique (PK) 492,346 de la ligne de Noisy-le-Sec à Strasbourg-Ville (dite ligne de Paris à Strasbourg), entre les gares de Stephansfeld et de Mundolsheim.
Nœud ferroviaire, elle constitue l'origine, au PK 0,000, de la ligne de Vendenheim à Wissembourg, avant la gare de Hœrdt et l'aboutissement, au PK 407, de la ligne à grande vitesse Est européenne.

## Histoire
La station de Vendenheim est mise en service le 29 mai 1851 par la Compagnie du chemin de fer de Paris à Strasbourg, lorsqu'elle ouvre officiellement, avec son personnel et son matériel, l'exploitation de la section de Strasbourg à Sarrebourg de la future ligne de Paris à Strasbourg. L'inauguration de cette section a eu lieu le 18 mai mais la Compagnie du chemin de fer de Paris à Strasbourg, qui manque de cheminots formés, confie l'exploitation à la Compagnie du chemin de fer de Strasbourg à Bâle qui a de l'expérience.
La gare de Vendenheim est inaugurée le 18 juillet 1852 par Napoléon III.
Le 21 janvier 1854, la Compagnie des chemins de fer de l'Est succède à la Compagnie du chemin de fer de Paris à Strasbourg.
En 1871, la gare entre dans le réseau de la Direction générale impériale des chemins de fer d'Alsace-Lorraine (EL) à la suite de la défaite française lors de la guerre franco-allemande de 1870 (et le traité de Francfort qui s'ensuivit).
Le 19 juin 1919, la gare entre dans le réseau de l'Administration des chemins de fer d'Alsace et de Lorraine (AL), à la suite de la victoire française lors de la Première Guerre mondiale. Puis, le 1er janvier 1938, cette administration d'État forme avec les autres grandes compagnies la SNCF, qui devient concessionnaire des installations ferroviaires de Vendenheim. Cependant, après l'annexion allemande de l'Alsace-Lorraine, c'est la Deutsche Reichsbahn qui gère la gare pendant la Seconde Guerre mondiale, du 1er juillet 1940 jusqu'à la Libération (en 1944 – 1945).
Vendenheim comportait également un dépôt-relais secondaire.
En 1962, la gare dispose de plusieurs voies de service et d'un quai militaire.
Les travaux du second tronçon de la LGV Est européenne, entre Baudrecourt et Vendenheim, démarrent en août 2010.
En 2012, la gare a une moyenne de 311 montées-descentes par jour de semaine.
En 2014, c'est une gare voyageurs d'intérêt local (catégorie C : moins de 100 000 voyageurs par an de 2010 à 2011), qui dispose de trois quais, dont deux centraux, et d'un passage souterrain.
Les quais de la gare sont réaménagés durant l'été 2015, tandis que l'ancien poste d'aiguillage mécanique, datant de 1928,,, est détruit. Ce dernier était inutilisé depuis la mise en service d'un poste d'aiguillage informatique (télécommandé depuis celui de Strasbourg) les 18 et 19 janvier 2014.
La mise en service commerciale du second tronçon de la LGV Est européenne était initialement prévue pour le 3 avril 2016. Elle est retardée en raison de l'accident survenu lors des essais le 14 novembre 2015. Celle-ci est reportée au 3 juillet 2016.
À compter du 3 juillet 2016, Vendenheim est également desservie, les jours ouvrés, par deux aller-retours quotidiens de la relation Strasbourg - Saverne. La desserte de la gare, dont la fréquentation est de 520 montées et descentes par jour, est cependant réduite durant les heures creuses. La commune de Vendenheim et l'Eurométropole de Strasbourg envisagent de créer un pôle multimodal comportant un parking et deux arrêts de bus à proximité de la gare.
Une quatrième voie entre Vendenheim et Strasbourg est mise en service le 28 mars 2022. Cette réalisation doit ainsi permettre de fluidifier le trafic sur la branche nord de l'étoile ferroviaire strasbourgeoise.

## Fréquentation
De 2015 à 2024, selon les estimations de la SNCF, la fréquentation annuelle de la gare s'élève aux nombres indiqués dans le tableau ci-dessous.
| Année                      | 2015    | 2016    | 2017    | 2018    | 2019    | 2020   | 2021    | 2022    | 2023    | 2024    |
| -------------------------- | ------- | ------- | ------- | ------- | ------- | ------ | ------- | ------- | ------- | ------- |
| Voyageurs                  | 118 122 | 116 758 | 101 834 | 109 019 | 123 981 | 79 654 | 98 006  | 120 635 | 168 601 | 208 259 |
| Voyageurs et non voyageurs | 147 652 | 145 948 | 127 293 | 136 273 | 154 976 | 99 568 | 122 508 | 150 794 | NC      | NC      |

## Service des voyageurs

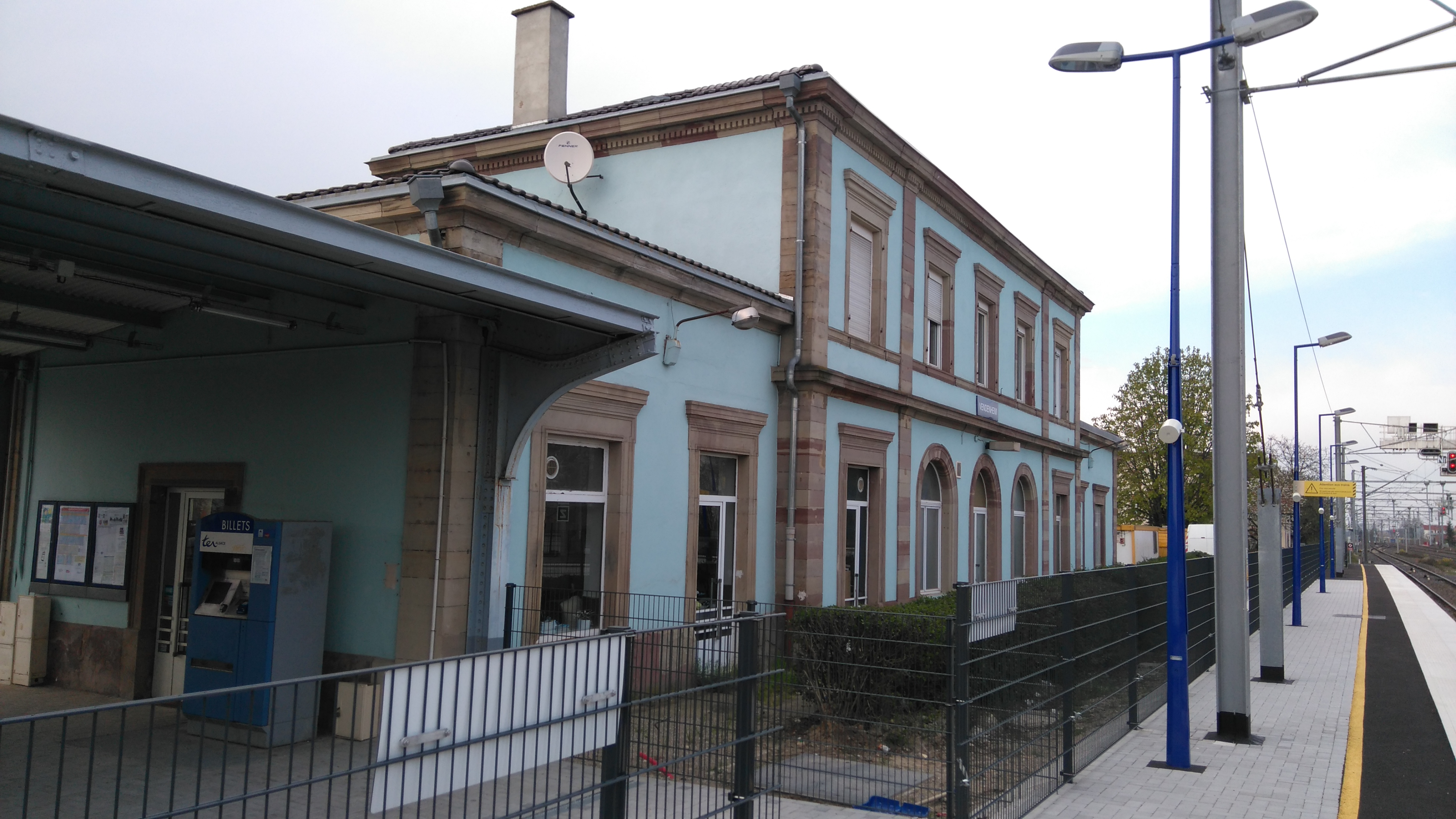
Le bâtiment voyageurs côté quais.

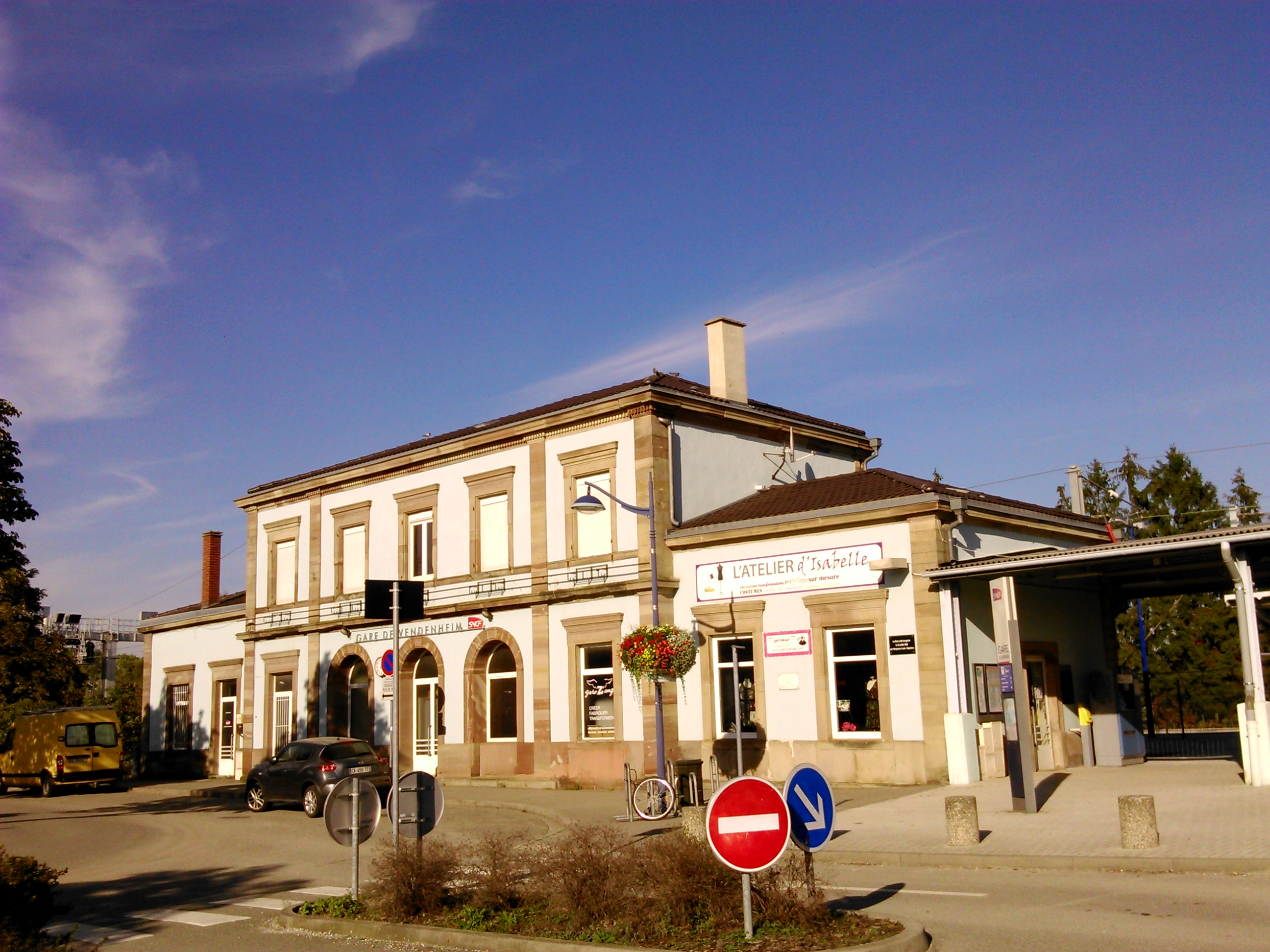
Le bâtiment voyageurs, côté rue.

### Accueil
Gare SNCF, c'est un point d'arrêt non géré (PANG) à accès libre.
Elle dispose d'un bâtiment voyageurs, dont l'aile sud est occupée par un commerce, et est équipée d'automates pour l'achat de titres de transport.
Un souterrain, nommé passage Nicolas Koechlin, permet la traversée des voies et le passage d'un quai à l'autre.

### Dessertes
Vendenheim est desservie par des trains express régionaux assurant les relations :
- Strasbourg - Haguenau - Niederbronn-les-Bains ;
- Strasbourg - Haguenau - Wissembourg ;
- Strasbourg - Saverne.
- Saverne – Sélestat via Strasbourg (REME).

La desserte de la gare est renforcée depuis la mise en place du Réseau express métropolitain européen (REME) en décembre 2022 avec jusqu'à quatre trains par heure dans chaque sens.

### Intermodalité
Un parc pour les vélos et un parking y sont aménagés. La gare est également desservie par les lignes de bus C9, 71 et 75 et le transport à la demande zonal Flex'hop de la Compagnie des transports strasbourgeois.

## Patrimoine ferroviaire

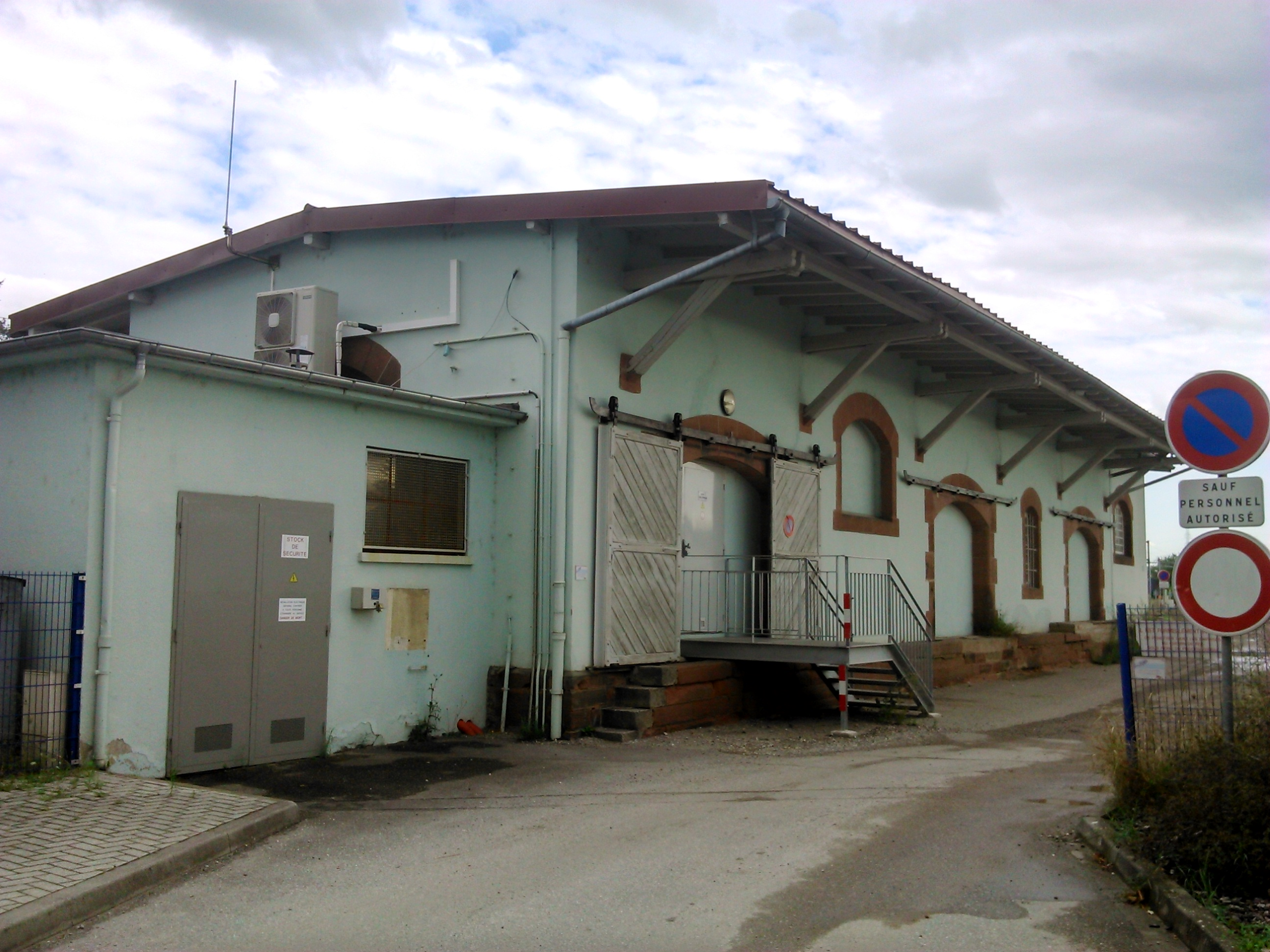
La halle à marchandises.

L'ancien bâtiment voyageurs, de style néo-classique, date de l'ouverture de la ligne et a été construit par la Compagnie du chemin de fer de Paris à Strasbourg. Il possède de nombreux points communs avec les bâtiments de type 5 dans la nomenclature de la Compagnie des chemins de fer de l'Est.
Il s'agit d'un bâtiment symétrique de comportant un corps central à deux étages de cinq travées sous toiture à deux croupes encadré par deux ailes de deux travées sous toiture à croupe. La disposition du bâtiment rappelle celle de plusieurs gares identiques bâties sur la ligne, parmi lesquelles la gare de Frouard ; toutefois, sa façade se distingue par la présence de pilastres de part et d'autre des trois travées médianes du corps central, lesquelles sont à arc en plein cintre tandis que le reste des travées du rez-de-chaussée sont à linteau droit muni d'entablements, comme sur les gares de type 5.
Il est possible que le bâtiment de la gare de Vendenheim ait été à l'origine une petite gare de type 5 qui a ensuite été agrandie en prenant soin de réaliser une façade rectiligne et en construisant deux nouvelles ailes latérales.[réf. nécessaire]
L'ancienne halle à marchandises est située en bordure du quai.